# 夜空质量仪

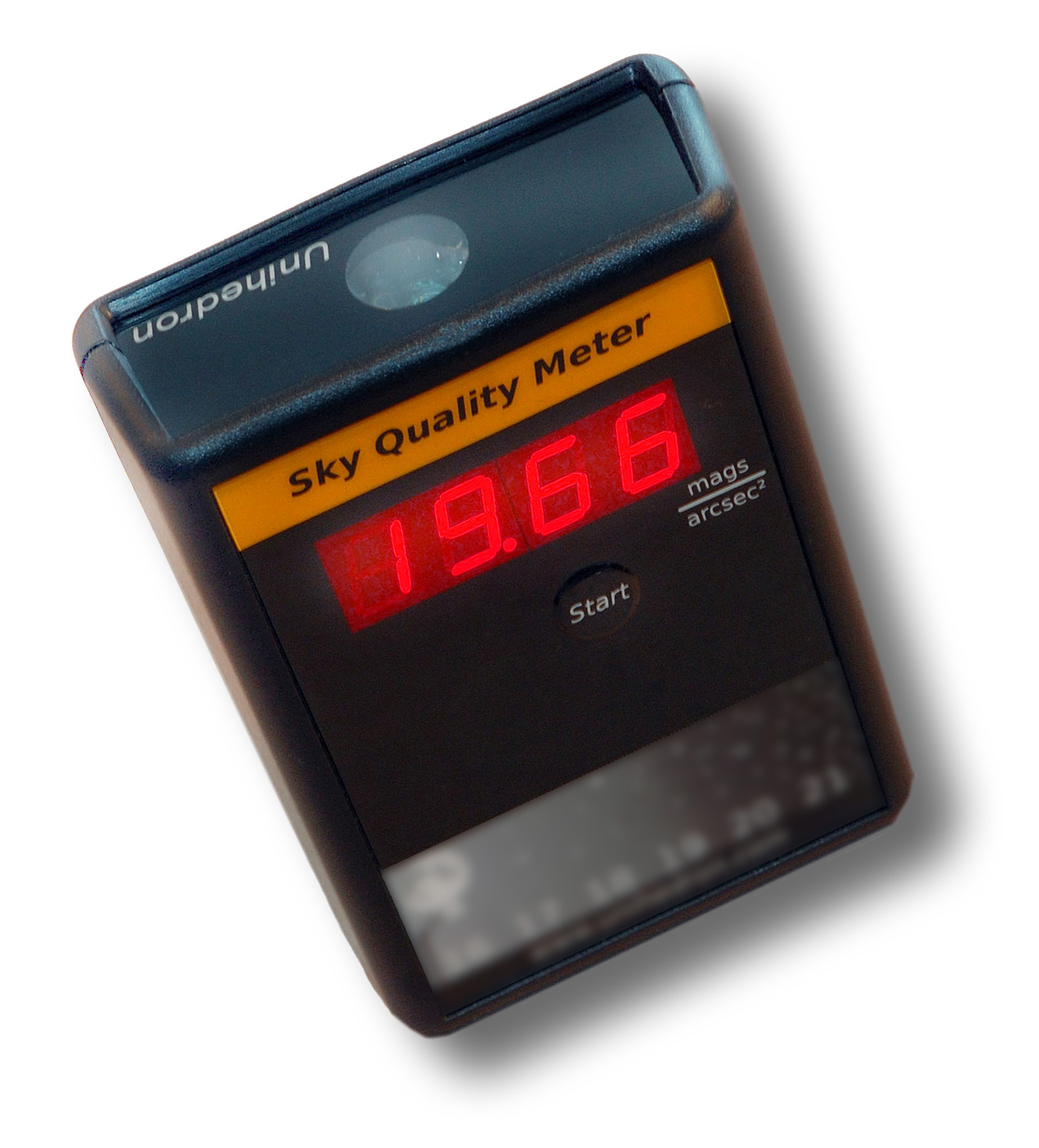
夜空品質儀

夜空品質儀是用以测量夜空亮度的仪器，由加拿大公司Unihedron制造而成。它也常用于量化光污染程度，其测量结果能提交至GLOBE at Night計畫。GLOBE at Night是一个全球人民都能参与的一个寻星活动（GLOBE是 The Global Learning and Observations to Benefit the Environment 的缩写），通过记录各地观测猎户座能看到的亮星数量，来反映全球的光污染程度。